# Palau Abadal
El Palau Abadal és un edifici situat a l'avinguda Diagonal i el carrer del Capità Arenas de Barcelona, inclòs a l'Inventari del Patrimoni Arquitectònic de Catalunya. Actualment és la seu del Banc Mediolanum a la ciutat.

## Història
Francesc Serramalera i Abadal tenia un negoci de reparació, garatge i venda de vehicles al carrer del Consell de Cent, traslladat temps després a la plaça de Letamendi. Casat el 1912 amb Mercè Duran, la família Abadal s'instal·là a la Casa Milà del passeig de Gràcia.
El 1927, el fabricant i comercial tèxtil Joaquim Duran i Albert, pare de Mercè, promogué la construcció d'una nova residència familiar a la prolongació de l'Avinguda Diagonal, que tot just començava a ser urbanitzada. El projecte fou encomanat a l'arquitecte Adolf Florensa, que en aquella època s'encarregà de l'Escola de Nàutica, edifici amb el que manté una certa similitud. El nou edifici fou inaugurat el 1930, i tenia tres plantes; la principal (496 m²), amb vuit dormitoris, sala d'estar, dormitori per al servei i cuina, a més d'un jardí romàntic (avui desaparegut) amb un estany i una glorieta.
Joaquim Duran va morir el 1935, i el 1936, amb l'esclat de la Guerra Civil, la família es va exiliar a Itàlia, cedint el palau a la Generalitat de Catalunya, que el va utilitzar com a residència de personalitats que visitaven la ciutat, com ara el lehendakari José Antonio Aguirre el gener del 1939, camí de l'exili. Poques setmanes després, durant l'ocupació de Barcelona per les tropes franquistes, el general Franco s'hi instal·là també uns dies, durant els quals els membres de la seva Guardia Mora saquejaren la propietat.
El 1987, la família Abadal vengué el palau per 450 milions de pessetes al grup hoteler HUSA (presidit per Joan Gaspart), que el convertí en un espai de celebracions. El 1995, va ser adquirit per l'entitat financera Fibanc, i les obres de remodelació començaren l'abril del 1996 i es van acabar dos anys més tard. A l'interior es conservaren dos menjadors i un saló, i s'hi construïren dues plantes soterrades. L'any 2000, Fibanc va ser adquirit pel grup italià Mediolanum, i el 2010 es va produir el canvi de marca.

## Descripció
És un edifici aïllat de planta baixa i dos pisos, amb coberta de terrat. L'accés a la parcel·la es fa per una cantonada d'aquesta, si bé l'entrada a la casa es fa per la façana posterior, que dona al jardí, a través d'un petit porxo per als vehicles i un vestíbul connectat a un gran hall, amb llum natural zenital, i a un ampli saló que dona al porxo de la façana oposada, la principal, el qual sobresurt del volum de la casa, suportat per columnes jòniques i flanquejat per dues tribunes semicirculars, element molt utilitzat per Florensa.
Al voltant del hall es distribueixen les diverses dependències de la zona de dia i l'escala que mena a la planta pis, on hi ha els dormitoris. La planta segona estava destinada al servei. Amb la composició ordenada de les obertures, les proporcions, el sobri motlluratge i la utilització de frontons binaris, Florensa va fer una interpretació de l'arquitectura neoclàssica similar a les fórmules que va emprar a l'Escola de Nàutica, construïda a la mateixa època.